# Sent Laurenç de Muret
Sent Laurenç de Muret (en francès Saint-Laurent-de-Muret) és un municipi francès situat al departament del Losera i a la regió d'Occitània.